# Palacio Legislativo (Perú)
El Palacio Legislativo es la sede principal del Congreso de la República del Perú. Se encuentra ubicado en la segunda cuadra del jirón Ayacucho, frente a la Plaza Bolívar, en el centro histórico de Lima.
En el Palacio Legislativo se realizan las sesiones ordinarias y extraordinarios del Congreso así como el mensaje al Congreso que todos los 28 de julio debe dirigir el Presidente de la República.
A su espalda se encuentra la Plaza Sánchez Carrión, también conocida como Plaza del Congreso. Su imagen actual fue ordenada por el entonces Presidente Óscar R. Benavides.

## Historia

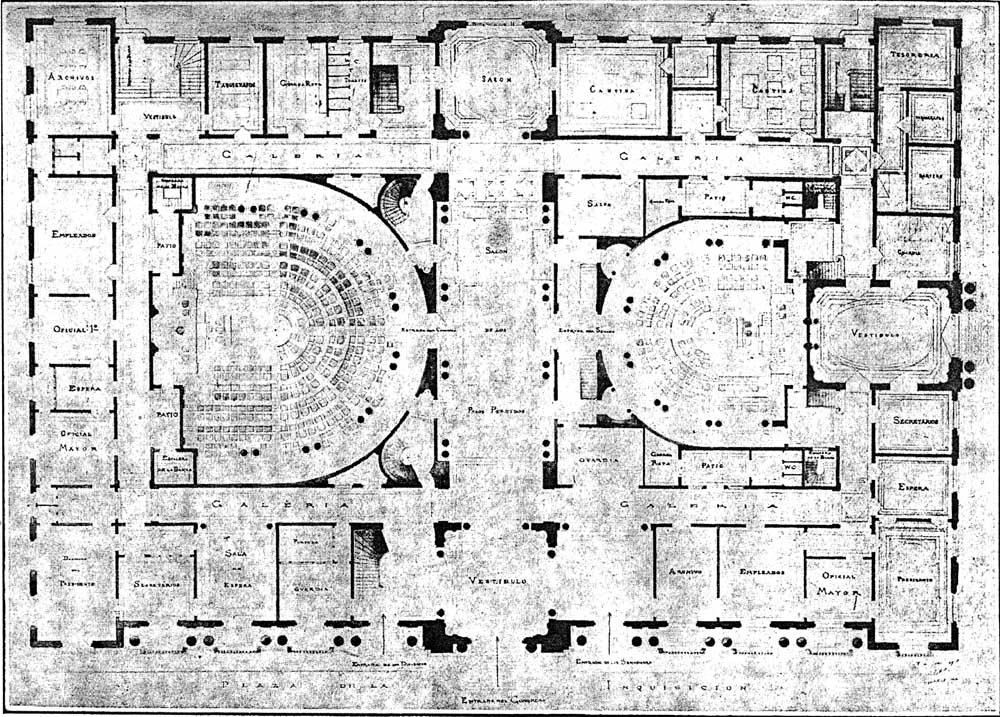
Plano del Palacio Legislativo del Perú dibujado en 1908, con la cámara de Senadores en la derecha y la de Diputados en la izquierda separados por el salón de los pasos perdidos.

El lugar donde hoy se levanta el Palacio Legislativo tuvo diversos usos durante toda la historia republicana del Perú. Durante el gobierno del virrey Andrés Hurtado de Mendoza, Marqués de Cañete, se dispuso la construcción en ese solar de la Casa de mestizas San Juan de la Penitencia. Posteriormente, en 1577, el virrey Francisco de Toledo, Conde de Oropesa entregó ese local a la Universidad Nacional Mayor de San Marcos, la cual lo ocupó durante todo el período virreinal. En 1822, al convocar a elecciones para el Congreso Constituyente del Perú, don José de San Martín dispuso que el local de la universidad sea ocupado por éste.
El 20 de septiembre de 1822, se instaló el Congreso, estableciéndolo así en su reglamento interno provisional. Durante ese tiempo, el Congreso ocupó también ciertos ambientes del antiguo local que correspondía a la Inquisición, la misma que fue desactivada en 1820 y que, en Lima, se encontraba cercana al local de la Universidad, frente a la Plaza hoy denominada Bolívar. En dicho inmueble se estableció la Cámara de Senadores desde el 1 de septiembre de 1829, fecha en que se instaló la primera sesión ordinaria. Anteriormente, el 20 de julio de 1829, se celebró la primera reunión preparatoria del Senado.

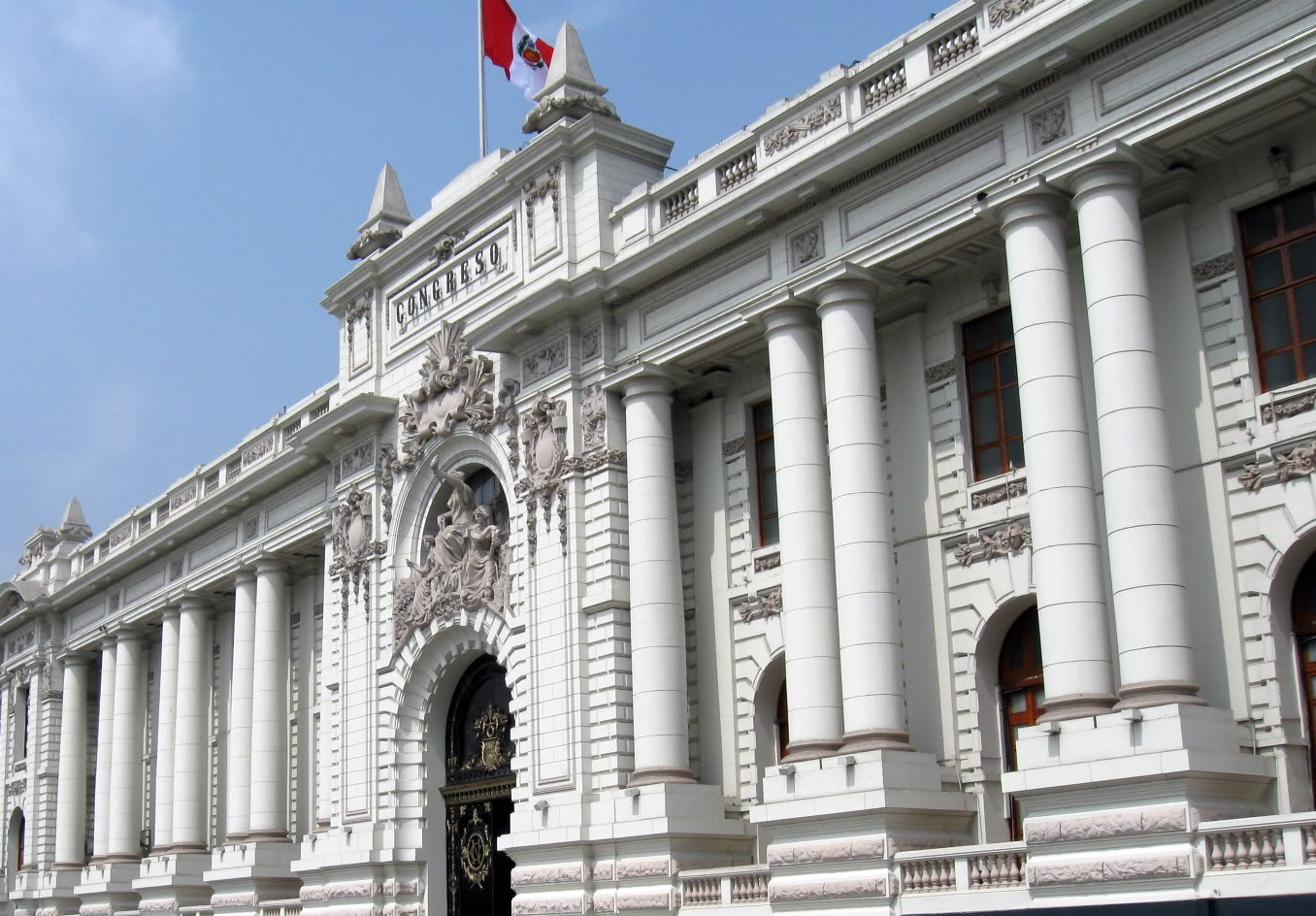
Detalles de la fachada.

Esa fecha marcó el inicio de las actividades de dicha cámara, la cual sesionaba en el mismo ambiente donde antiguamente se realizaban las audiencias del Tribunal de la Inquisición. En 1939, la Cámara de Senadores abandonó dichas instalaciones para ubicarse en el actual Palacio Legislativo. Las instalaciones del Congreso ocuparon, también, los predios vecinos, en donde, se ubicaban la Iglesia, el Colegio y hospital de Santa María de la Caridad, que fuera fundado en el año 1562. El 19 de enero de 1869, el Congreso expidió una Resolución Legislativa autorizando al Presidente José Balta para que disponga la construcción de un «Palacio Legislativo».

«El Congreso ha autorizado a V. E. para que ordene la construcción de un palacio para el Congreso, cuidando de que reúna todas las condiciones de solidez, comodidad y decencia que su destino requiere; debiendo presentarse previamente a las Cámaras el plano y presupuesto respectivo para su aprobación y para que se considere la partida correspondiente en el presupuesto de la República».

El 26 de abril de 1873, el Congreso aprobó nuevamente la autorización para la construcción del Palacio Legislativo señalando además la necesidad de construir también un local para el Poder Ejecutivo del Perú. 

«El Congreso teniendo en consideración que los edificios destinados actualmente al despacho de los poderes Legislativo y Ejecutivo no son adecuados a su objeto, ha resuelto
Art. 1° El Poder ejecutivo dispondrá lo conveniente para que en la capital de la República se proceda a la construcción de dos edificios destinados al despacho de los poderes Legislativo y Ejecutivo, pudiendo lleva a cabo dichas obras por administración o por contrato».

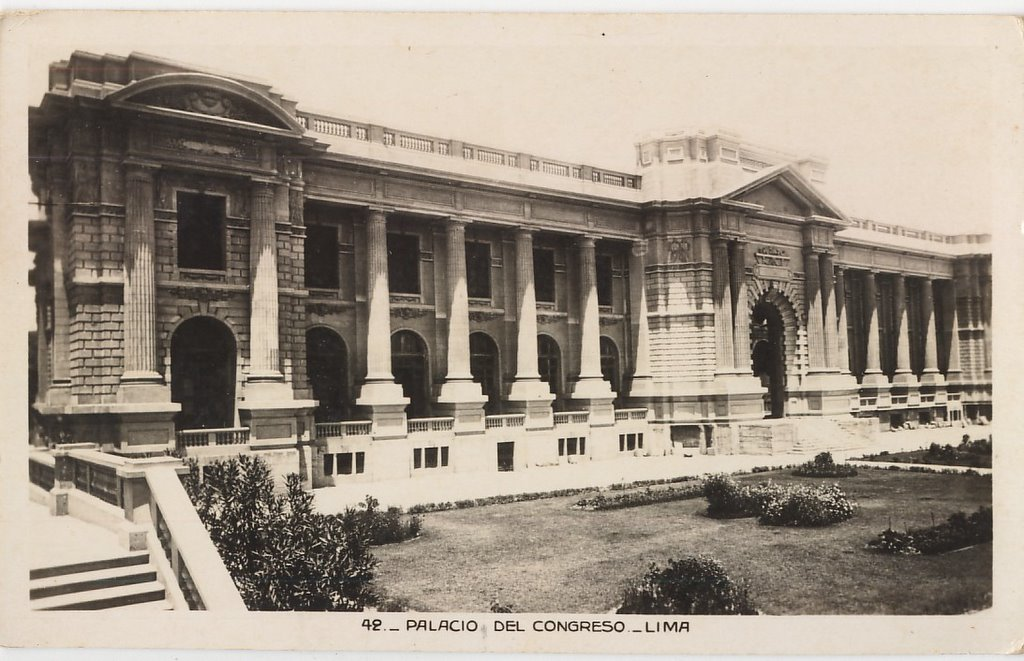
Fachada posterior, de estilo académico francés, del Palacio Legislativo del Perú, con frente a la Plaza Sánchez Carrión.

Ninguno de estos pedidos pudo ser atendido debido a la situación económica que cruzaba el país (declive de la bonanza guanera) y a la Guerra del Pacífico que enfrentó el Perú. Antes de ese enfrentamiento, el 7 de noviembre de 1878, el Congreso suspendió los efectos de su resolución expedida en 1873.

«El Congreso teniendo en consideración las circunstancias en que se encuentra actualmente el erario nacional, ha resuelto que se suspendan los efectos de la ley de 26 de abril de 1873, por la que se autoriza al Gobierno a enajenar algunas propiedades del Estado con el objeto de aplicar su producto a la construcción de edificios destinados al despacho del Poder Legislativo y del Poder Ejecutivo».

Durante el siglo XX, se retomaron las intenciones de construir un nuevo local legislativo. En 1906, luego de un concurso, se encargó la proyección del edificio al arquitecto francés Emilio Robert quien es el autor del proyecto original del actual Palacio Legislativo y dirigió las primeras obras. Con el inicio de las construcciones, el mismo Congreso expidió la Ley N.º 909 que declaró de interés público la construcción del palacio.
La primera estructura en ser construida fue el hemiciclo correspondiente a la Cámara de Diputados que se construyó sobre los terrenos que correspondieron al antiguo local de la Universidad Nacional Mayor de San Marcos. Este fue inaugurado el 24 de septiembre de 1908 durante la transmisión de mando presidencial entre el saliente José Pardo y Barreda y el electo Augusto Leguía. El diario El Comercio señaló:

«El nuevo salón de sesiones del Congreso, decorado con exquisito gusto y construido con imponente majestad, presentaba un golpe de vista verdaderamente notable; la concurrencia, muy numerosa y distinguida, llenaba totalmente las amplias galerías y pasadizos del local. El Oficial Mayor y los empleados de la honorable Cámara de Diputados, vestidos de etiqueta, recibían y atendían a las personas invitadas. Reunidos los Representantes, poco después de las tres de la tarde, el doctor don Agustín Ganoza, Presidente del Congreso, abrió la sesión y nombró las comisiones de anuncio y recibo para el Excelentísimo señor doctor José Pardo, Presidente saliente de la República, y para el señor don Augusto B. Leguía, Presidente entrante».

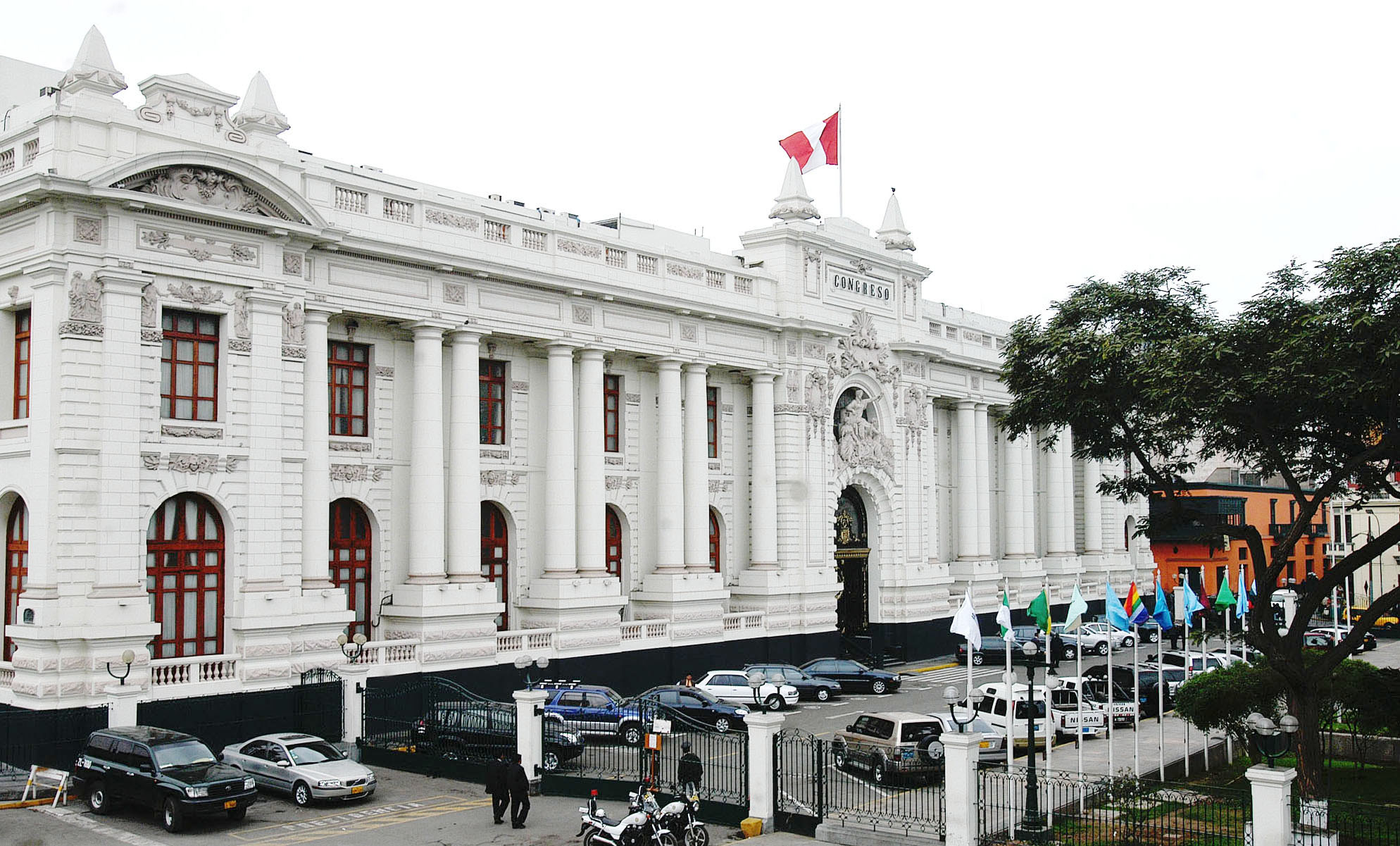
Fachada principal del Palacio Legislativo del Perú, con frente a la Plaza Bolívar.

Sin embargo, la Cámara de Diputados realizó su primera sesión ordinaria en el nuevo local recién en 1912, año en que se terminó la construcción de su salón de sesiones y del Hall de los Pasos Perdidos. Durante todo el tiempo de construcción la Cámara de Diputados sesionaba en el Palacio de la Exposición construido en 1872. La construcción del Palacio Legislativo se paralizó durante los sucesivos años. Fue recién en el segundo gobierno de Óscar R. Benavides que se reactivó la construcción del palacio, bajo la dirección del arquitecto polaco Ricardo de Jaxa Malachowski, culminándose la construcción en 1938, mismo año que se terminó la construcción del actual Palacio de Gobierno del Perú y el Palacio de Justicia de Lima.

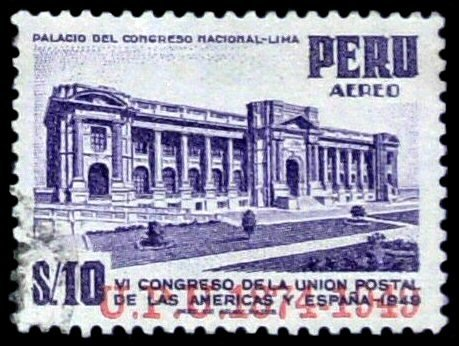
Una estampilla realizada por el Instituto de Gravure de París, sello impreso (1951).

La construcción del palacio se aceleró debido a que ese año se celebró la VIII Conferencia Internacional Americana en el Perú. El 30 de noviembre de 1939 se inauguró la segunda etapa del Palacio Legislativo mediante la instalación del Senado para la primera legislatura del congreso que fuera elegido el 22 de octubre de ese mismo año. Dicha cámara se ubicó sobre lo que antiguamente fueron la Iglesia, el Colegio y hospital de Santa María de la Caridad. Durante el siglo XX, la historia republicana del Perú mostró largos periodos de gobiernos de facto en los que no funcionó el Congreso de la República. El 5 de abril de 1992, Alberto Fujimori disolvió el Congreso de la República que fuera electo en los comicios de 1990.
Desde la promulgación de la Constitución de 1993, se eliminaron las Cámaras de Diputados y de Senadores estableciéndose un sistema unicameral. El actual Congreso de la República sesiona en lo que fuera inicialmente el hemiciclo de la Cámara de Diputados siendo que el salón que correspondía a la Cámara de Senadores pasó a ser un salón multiusos nombrado Hemiciclo Raúl Porras Barrenechea. El 15 de agosto del 2007 el terremoto que sufrió la costa central del país causó serio daños estructurales en el edificio motivando la clausura del tercer piso del edificio y llevó a considerar un posible traslado de las oficinas que se ubicaban en ese nivel.

## Descripción

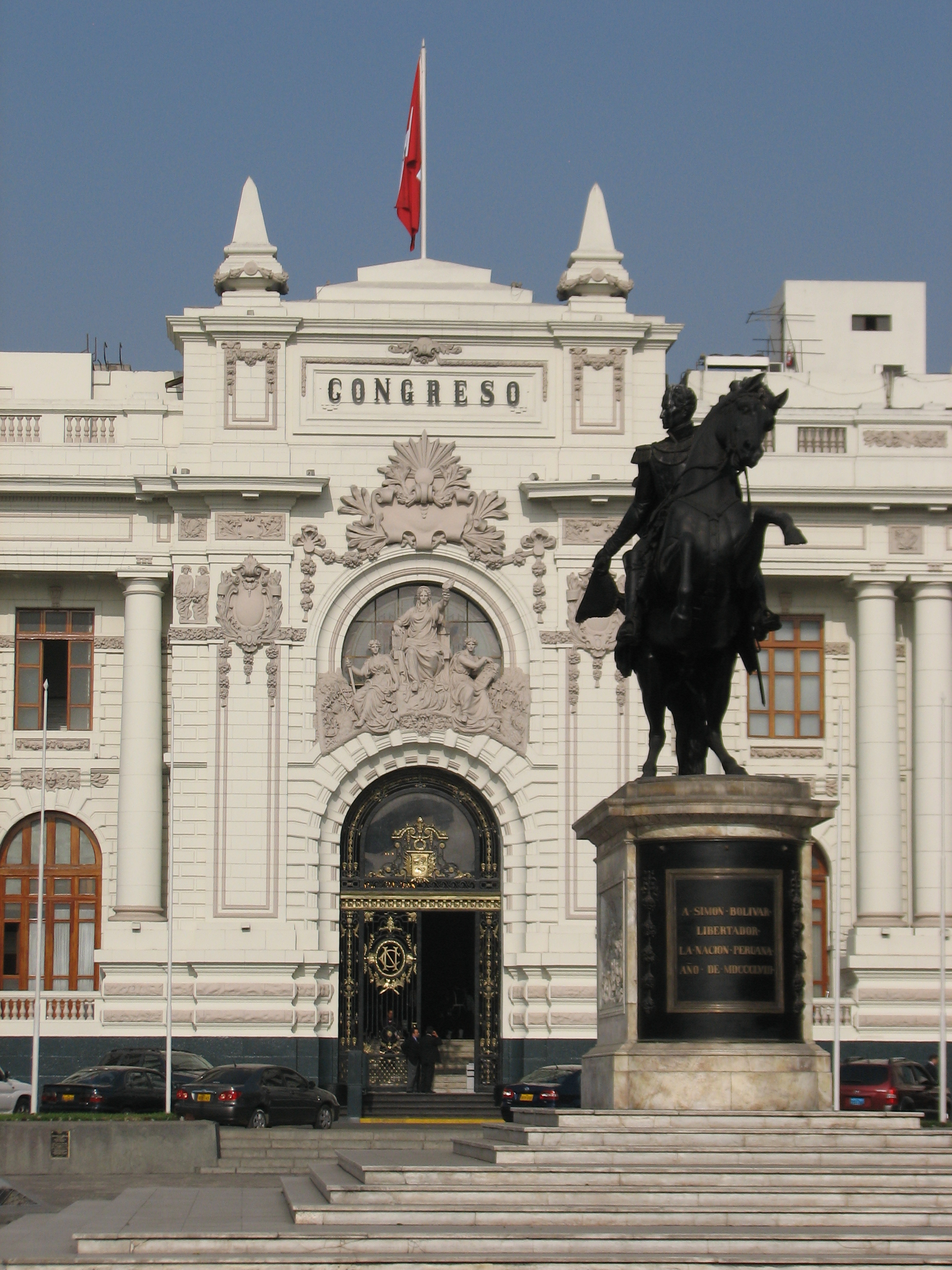
Detalle del frontis del Palacio Legislativo. Puede verse en su parte alta y central una escultura alegórica compuesta de tres figuras femeninas, siendo la figura central la que representa a la Patria Victoriosa.

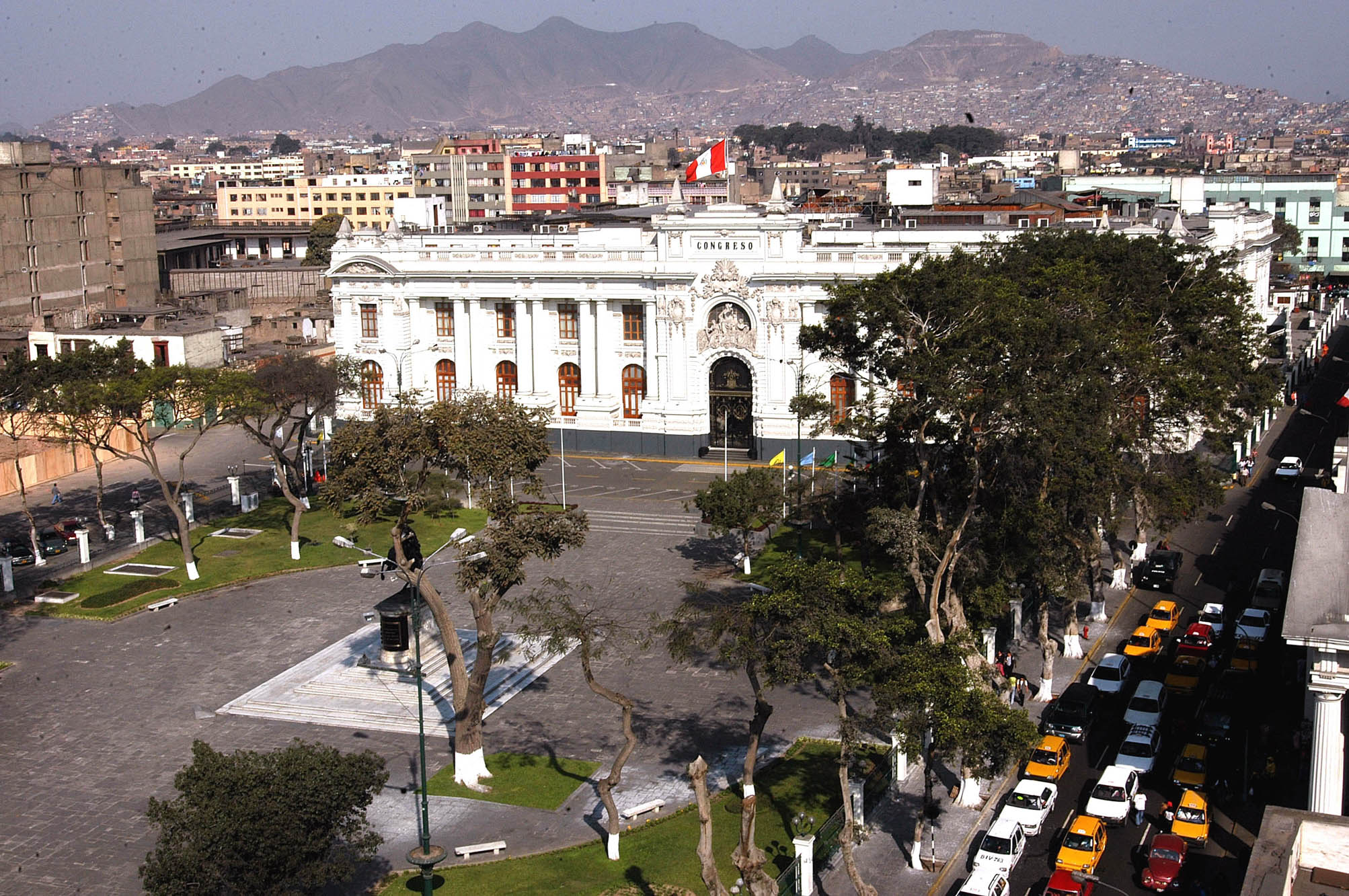
Una vista completa de la Plaza Bolivar y el Palacio Legislativo de Perú.

La fachada principal es de estilo académico francés, obra del arquitecto polaco Ricardo de Jaxa Malachowski y presenta en su parte alta y central una escultura alegórica compuesta de tres figuras femeninas, siendo la figura central la que representa a la Patria Victoriosa.

### Hemiciclo de Sesiones
El hemiciclo de sesiones del Congreso de la República del Perú, es el ambiente donde se celebran las sesiones plenarias del parlamento. Según el Reglamento del Congreso, estas sesiones se deben celebrar, cuando menos, semanalmente. Este recinto fue inaugurado en 1908 durante la ceremonia de transmisión de mando presidencial de José Pardo y Barreda a Augusto Leguía. Sin embargo, su construcción total demoró hasta 1912, tiempo en el cual los diputados sesionaban en el Palacio de la Exposición. La primera sesión ordinaria de la Cámara de Diputados en este hemiciclo se instaló el 13 de julio de 1912 aunque el íntegro del Palacio aún se encontraba inconcluso.
En esa época, aparte del hemiciclo, sólo se había terminado la construcción del Hall de los Pasos Perdidos y el pasadizo izquierdo que conduce al despacho de la Presidencia del Congreso. Desde su construcción, este recinto sirvió como salón de sesiones de las distintas Cámaras de Diputados que se instalaron durante el siglo XX. Sin embargo, en 1993, con la instalación en el Perú de un sistema unicameral, el hemiciclo dejó de acoger a la cámara de diputados y fue dispuesta para servir de hemiciclo de sesiones de la única cámara con la que cuenta el congreso.

#### Decoración
El techo de la bóveda del hemiciclo fue decorada a mano por el artista italiano Víctor Altissimo. Esta obra pictórica del boloñés quedó terminada en 1919. Las decoraciones de esta sala 

«...se realizaron sobre pasta de yeso asentado en spanded metal, clavado convenientemente en bastidores de madera, con mezcla de cemento en la parte del techo contigua a la gran farola y en contacto con la intemperie, para evitar, posiblemente filtraciones de lluvia. En el hemiciclo había sólo cuatro grandes gradas en las que ubicaban las carpetas y los escaños de los representantes, formando cuatro amplias filas. Los pasillos laterales del gran salón estaban separados por ocho mampareles de madera con cristales, cuya estructura tomaba toda la arcada, de pilar a pilar, lo que contribuía a robustecer las condiciones acústicas de la sala que no contaba con micros para la ampliación del sonido. En la parte alta de los pilares se ubican escudos bronceados correspondientes a los departamentos existentes al momento de construirse el Congreso.»

La bóveda contiene además un vitral, que se conserva hasta hoy y que representa al sol irradiando sus luces hacia cuatro puntos: arte, paz, ley y justicia. Entre las varias remodelaciones que se hicieron al recinto, se reemplazaron las mamparas por cortinajes que también fueron retirados. Luego, con la instalación del sistema eléctrico de iluminación, se construyó una nueva bóveda con el mismo estilo original aunque sin las decoraciones de Altissimo. También se retiraron los escudos de los departamentos.

#### Mesa directiva
Se encuentra ubicada en la parte central frente al hemiciclo formado por las curules de los congresistas, en la mesa directiva se ubican el presidente del Congreso y los respectivos vicepresidentes así como el oficial mayor, el director general parlamentario y los relatores (estos últimos cargos están ocupados por personas de carrera que no son congresistas). Esta mesa directiva es la que dirige las sesiones del congreso. La mesa es una estructura de cedro en forma de estrado que está compuesta por varias piezas. A espaldas de la mesa principal se ubica un conjunto de enchapes que cubren la parte baja del muro posterior. Cada pieza tiene un pequeño Escudo Nacional tallado en la madera.
La segunda pieza es la mesa propiamente dicha, cuyo frente se extiende hasta el piso bajo del hemiciclo, mide 1,55 cm de alto y está formado por once paneles. De largo, la mesa mide 5 metros y es complementada a cada lado con dos módulos donde se ubican, en uno, el oficial mayor del Parlamento y el director general parlamentario. En el otro extremo se ubican los relatores. La tercera pieza está compuesta por dos escalinatas ubicadas en cada extremo de la mesa directiva. Cada una tiene seis escalones y tres columnetas de estilo neoclásico. Adicionalmente, esta mesa tiene dos accesos directos que conducen hacia la galería de los Presidentes de la Cámara de Diputados.

#### Curules

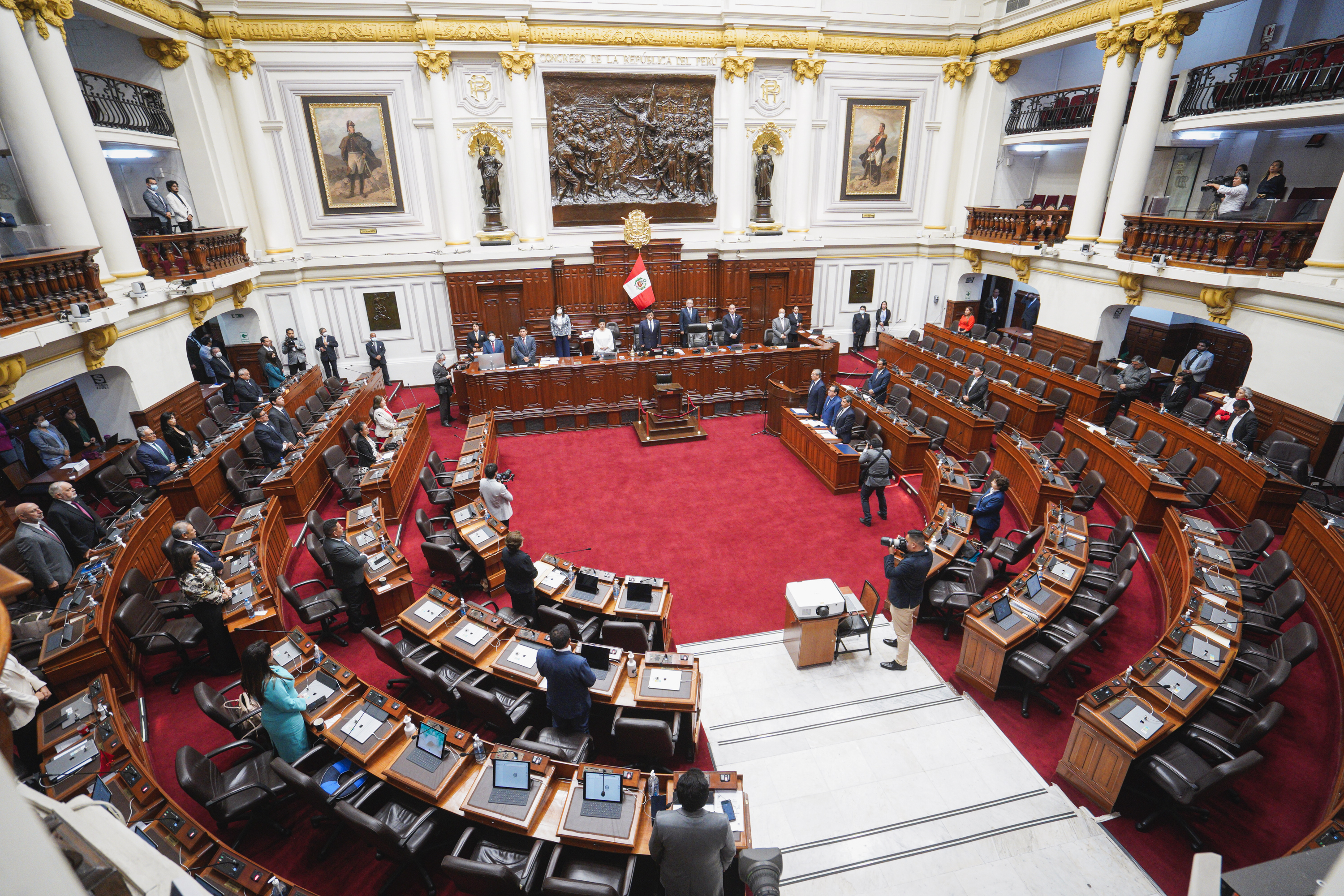
Vista panorámica del hemiciclo de sesiones del Congreso de la República, ambiente donde se celebran las sesiones plenarias del parlamento.

Durante la historia del hemiciclo, ésta ha sufrido modificaciones y ampliaciones debido al aumento del número de diputados. Hasta la actualidad se ha construido una hilera adicional de escaños en el centro del hemiciclo y una hilera adicional en la parte posterior, debajo de los portales. Actualmente existen cuatro hileras de curules dispuestos en forma semicircular y que son ocupados por los Congresistas de la República y finalmente, cuando son citados por el Congreso, por los Ministros de Estado.
En total suman 134 curules, distribuidos en dos lados y cuatro filas, en cada lado la primera fila cuenta con diez curules en primera fila, trece en la segunda, veinte en la tercera y veinticuatro en la última fila. Cada curul está provisto de una conexión para computadoras portátiles e internet, además de un teléfono y un sistema digital para la emisión del voto electrónico. Finalmente, cada curul cuenta con un sistema de audio (micrófono) para las intervenciones del parlamentario.

#### Galerías
El hemiciclo cuenta además con tres niveles de galerías. En el primer nivel para galerías se ubican, en el extremo derecho, el palco para los invitados del Presidente del Congreso, el palco para el cuerpo diplomático acreditado en el Perú, y las ubicaciones destinadas a la prensa. El segundo y tercer nivel de galerías son para la utilización del público visitante y los asesores de cada congresista que pueden acceder a las sesiones. Estas sesiones no son públicas limitándose el ingreso de público sólo a los invitados y únicamente a las sesiones que no tienen carácter confidencial. En el segundo nivel se clausuraron dos ubicaciones para la instalación de las pantallas electrónicas que muestran la presencia de los congresistas y el voto electrónico de estos.

#### Curul de Miguel Grau

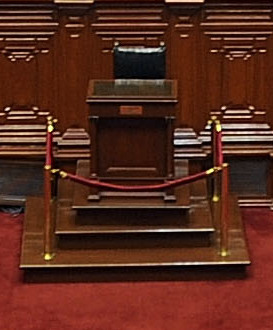
Curul de Miguel Grau

En el piso bajo del hemiciclo, ubicado en la parte central de la mesa directiva y frente a todo el hemiciclo se encuentra una réplica del escaño que ocupó en el siglo XIX el Almirante Miguel Grau Seminario quien fue diputado nacional. Grau, siendo parlamentario, solicitó licencia para servir al Perú en la Guerra del Pacífico como capitán del Monitor Huáscar. Miguel Grau falleció en la guerra el 8 de octubre de 1879 durante el Combate de Angamos por lo que jamás se reintegró al parlamento. Como una señal de respeto y un homenaje al héroe, una réplica de su escaño ocupa ese lugar de honor y el nombre de Miguel Grau es el primero que se llama al momento de pasar lista a los congresistas.

#### Frontis del hemiciclo
Detrás de la mesa directiva se encuentra el muro frontal del hemiciclo que cuenta con tres esculturas, dos placas y dos lienzos, además de dos altorrelieves con las letras RP uno sobre otro (siglas de República Peruana) y un altorrelieve con la inscripción "CONGRESO DE LA REPUBLICA DEL PERU". 
Altorrelieve de la Jura de la Independencia

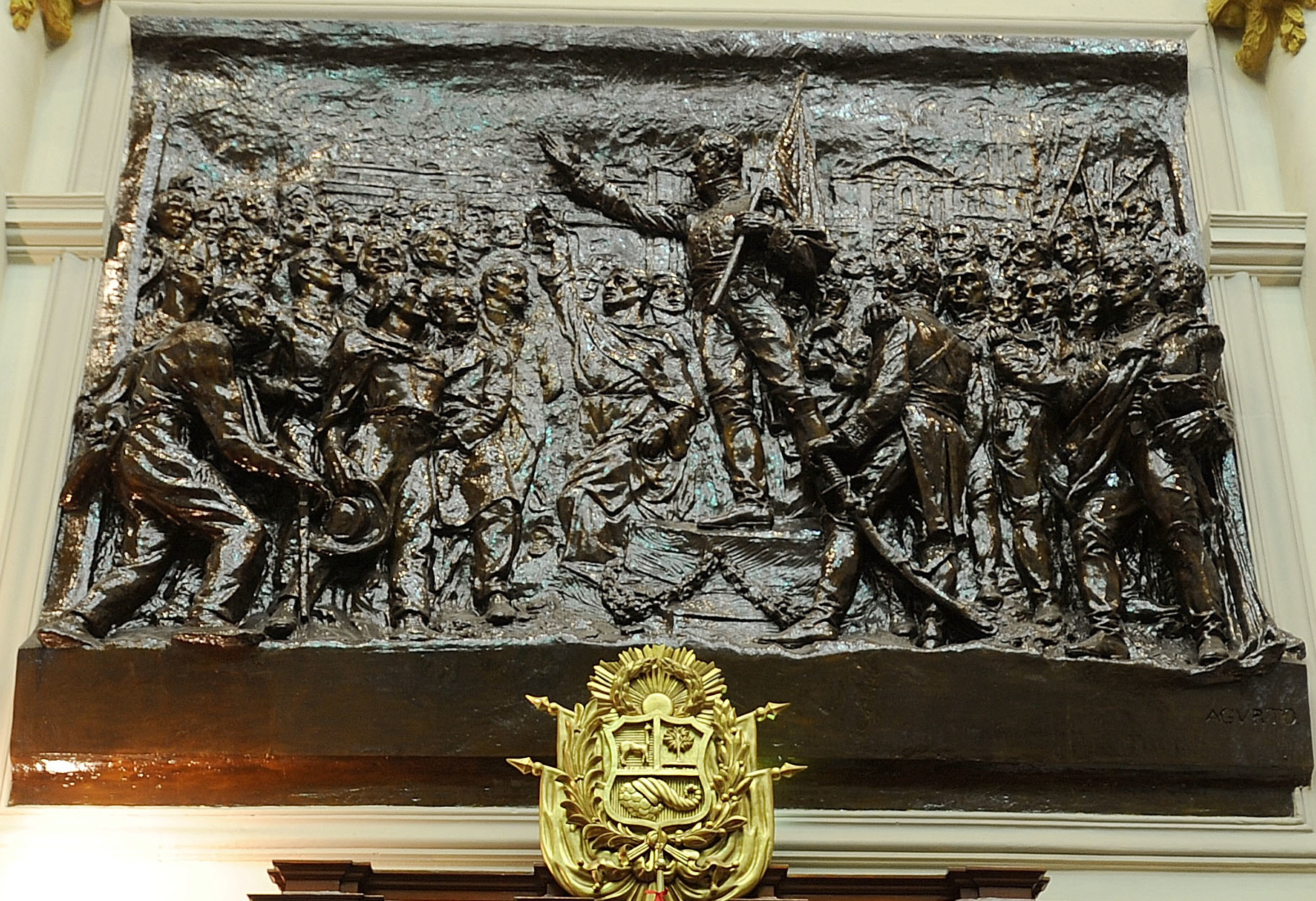
Altorrelieve de la Jura de la Independencia de Luis Agurto Olaya.

La escultura que domina el muro frontal del hemiciclo corresponde al artista peruano Luis Agurto Olaya y se ubica en el centro de dicho frontis sobre el enchapado del conjunto que constituye la Mesa Directiva del Congreso. Esta escultura de seis metros de ancho y 5 metros de altura muestra la figura de José de San Martín, quien fuera Protector del Perú, en el momento que sube al tabladillo junto con otros personajes de la época y realiza la proclama de la independencia del Perú. La escultura fue develada el 28 de julio de 1917, siendo presidente de la cámara de diputados Juan Pardo Ibarreda.
Lienzos de los Libertadores
Al costado izquierdo del Altorrelieve de la Jura de la Independencia se encuentra un lienzo pintado por el artista peruano Daniel Hernández con la imagen del libertador José de San Martín de pie, con el cuerpo de frente y con la cabeza girada hacia la derecha del observador, su mirada fija hacia ese mismo lado. Ataviado con uniforme y espada al cinto, lleva una capa de abrigo y un sombrero de general. Como fondo se encuentra un paisaje de los andes del Perú. Al costado derecho del mismo altorrelieve, se encuentra otro lienzo, también del mismo artista Daniel Hernández, mostrando al libertador Simón Bolívar de pie. Parado de perfil, mirando hacia el lado izquierdo del observador, tiene el cuerpo ligeramente echado hacia atrás con la pierna derecha ligeramente adelantada y elevada, apoyada en un poyo. El libertador está ataviado con uniforme entorchado y apoyado en su espada, lleva capa. Como fondo se presenta también un paisaje de los andes del Perú.
Estatua de la Ley
Al lado izquierdo del frontis, entre el lienzo del libertador José de San Martín y el altorrelieve de la Jura de la Independencia se encuentra en una hornacina una escultura en bronce que representa a la ley.
Estatua de la Justicia
Al lado derecho del frontis, entre el lienzo del libertador Simón Bolívar y el altorrelieve de la Jura de la Independencia se encuentra en una hornacina una escultura en bronce que representa a la justicia.
Placas de Las Cuatro libertades Rooseveltianas
Está ubicadas a los costados de la mesa directiva, debajo de los lienzos con las efigies de los libertadores, se encuentran estas placas de bronce esculpidas por el artista peruano Joaquín Roca Rey en los talleres de la fundación Campaiola de Lima. Las placas fueron colocadas en virtud del pedido realizado en 1946 por Luis Alberto Sánchez, quien fuera primer vicepresidente de la Cámara de Diputados de ese entonces. Según el pedido se buscaba saludar la gestión de Franklin Roosevelt, Presidente de los Estados Unidos, durante la etapa final de la Segunda Guerra Mundial. El 13 de julio de 1947, siendo presidente de la cámara de diputados don Pedro Muñiz, se procedió a develar ambas placas. Las placas muestran una pareja de mujeres en actitud de entregar ofrendas, la que se encuentra en primer plano está arrodillada y la del segundo plano se encuentra parada. La placa ubicada a la izquierda de la Mesa Directiva lleva la siguiente leyenda:

FRANKLIN D. ROOSEVELT, DIJO: «En los días futuros que tratamos de asegurar, anhelamos un Mundo fundado en las cuatro libertades humanas:»

La placa ubicada a la derecha de la Mesa Directiva continúa:

«Libertad de palabra y expresión, Libertad de creencias, Libertad de la miseria, Libertad de temor. 6 de enero de 1941»

### Hall de los Pasos Perdidos
El Hall de los Pasos Perdidos (anteriormente bajo su nombre oficial Galería de los Presidentes de los Congresos Constituyentes) es la principal vía de acceso del palacio. Se inicia en la portada del Palacio Legislativo que da a la Plaza Bolívar y conduce hasta el hemiciclo de sesiones del Congreso y a las oficinas de la Presidencia del Congreso. En su recorrido se encuentran catorce bustos de importantes personajes de la política peruana. Los bustos de Andrés Townsend Ezcurra, quien fuera fundador del Parlamento Latinoamericano y de Ramiro Prialé, primer presidente del Parlamento Latinoamericano. También se aprecian los bustos de los héroes peruanos Juan Ríos y José Gálvez Egúsquiza y de los once presidentes de los congresos constituyentes desde 1882 hasta 1979.

### Hemiciclo Raúl Porras Barrenechea

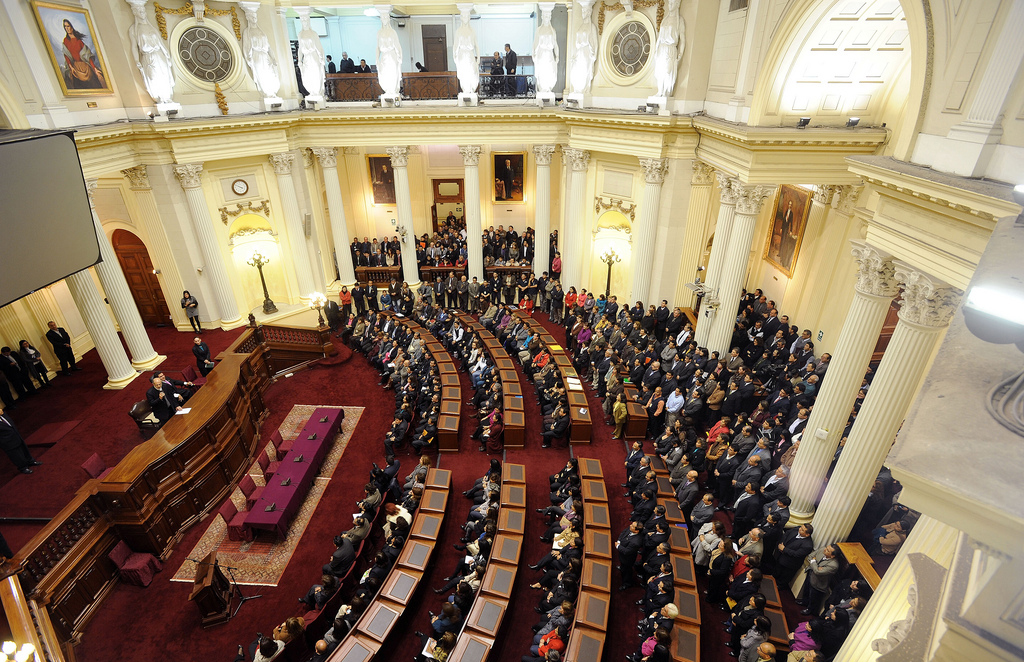
Vista panorámica del hemiciclo Raúl Porras Barrenechea.

El hemiciclo Raúl Porras Barrenechea es lo que antiguamente servía como el recinto de sesiones del Senado de la República. Su construcción sobre los terrenos que antiguamente correspondían a la Iglesia, el Colegio y el hospital de Santa María de la Caridad, terminó en 1938 y desde 1939 sirvió para las sesiones ordinarias del Senado. Desde 1993, debido al sistema unicameral que adoptó el Estado Peruano y ante la elección del hemiciclo de la cámara de diputados como recinto de sesiones de la cámara única, este salón es utilizado para varias actividades, desde la sesión de comisiones parlamentarias, hasta la presentación de conferencias de prensa y demás actividades. Fue nombrado en memoria del historiador y senador peruano Raúl Porras Barrenechea quien también fuera en alguna ocasión Ministro de Relaciones Exteriores del Perú.